# Ekim Bontschew
Ekim Stefanow Bontschew (bulgarisch Еким Стефанов Бончев; * 16. April 1907 in Sofia; † 16. Januar 1992 in Sofia) war ein bulgarischer Geologe.

## Leben
Nachdem Bontschew in Sofia Naturwissenschaften studiert hatte, vertiefte er in den Jahren 1937 und 1938 sein Studium in Berlin. 1945 wurde er Professor an der Universität Sofia. Von 1960 bis 1967 war er Direktor des Geologischen Instituts der Bulgarischen Akademie der Wissenschaften.
In seinen wissenschaftlichen Arbeiten befasste er sich mit Regionalgeologie, Paläontologie, Stratigraphie und Tektonik. Von ihm stammt auch die erste Synthese der geologischen Struktur Bulgariens. Er wurde mit dem Dimitroffpreis ausgezeichnet.